# Недеља раслабљеног
Недеља раслабљеног (грч. Κυριακή τοῦ Παραλύτου, рус. Неде́ля о рассла́бленном) – је покретни православни црквени празник.
Недеља раслабљеног је четврта недеља после Васкрса. Посвећена је чудесном исцељењу раслабљеног болесника од стране Исусса Христа, који је претходно тридесет осам година боловао (Јован 5, 1-14). Током ове недеље Црква прославља Васкрсење Христово, Свете жене мироносице, Арханђела Михаила, који је заталасавао воду једном годишње (Јован 5, 4) и раслабљеног. Успомена на чудо у Силоамској бањи, код Овчијих врата у Јерусалиму.
Овај празник славио се још у IX веку, а данас се успомена слави у недељу, понедељак и уторак четврте седмице после Вскрса. 